# 一窒化ウラン
一窒化ウランは、ウランと窒素の化合物の1つである。化学式UNで表される。常温常圧で固体。

## 反応
約200℃で酸化し、三窒化二ウランと二酸化ウランを生じる。
- {\displaystyle {\ce {3UN + O2 -> U2N3 + UO2}}}